# Grand Wintersberg
Der Grand Wintersberg (deutsch Großer Wintersberg) im Elsass ist mit 581 m der höchste Berg des Wasgaus, dessen französischer Teil dort auch als Nordvogesen bezeichnet wird.
Der Grand Wintersberg liegt etwa vier Kilometer nordwestlich von Niederbronn-les-Bains. Das Bergmassiv trennt die Täler des Falkensteinerbachs und des Schwarzbachs. Auf seinem Gipfel, der aus Buntsandstein aufgebaut ist, steht ein 25 m hoher Aussichtsturm, der Wanderern einen hervorragenden Panoramablick über die Nordvogesen, den Pfälzerwald und die Oberrheinebene bis hinüber zum Schwarzwald bietet. Bei sehr guter Fernsicht sind mit Mönch und Altels zwei Schweizer Alpengipfel erkennbar.
Im 514 Meter hohen Sattel zwischen Großem und Kleinem Wintersberg (Col de la Liese) befinden sich eine vom Vogesenclub bewirtschaftete Hütte „Chalet du Wintersberg“ sowie die Liese, ein gallo-römisches, sphinxähnliches Sandsteinrelief. Keltische Relikte finden sich auch auf dem südöstlich vorgelagerten Ziegenberg.

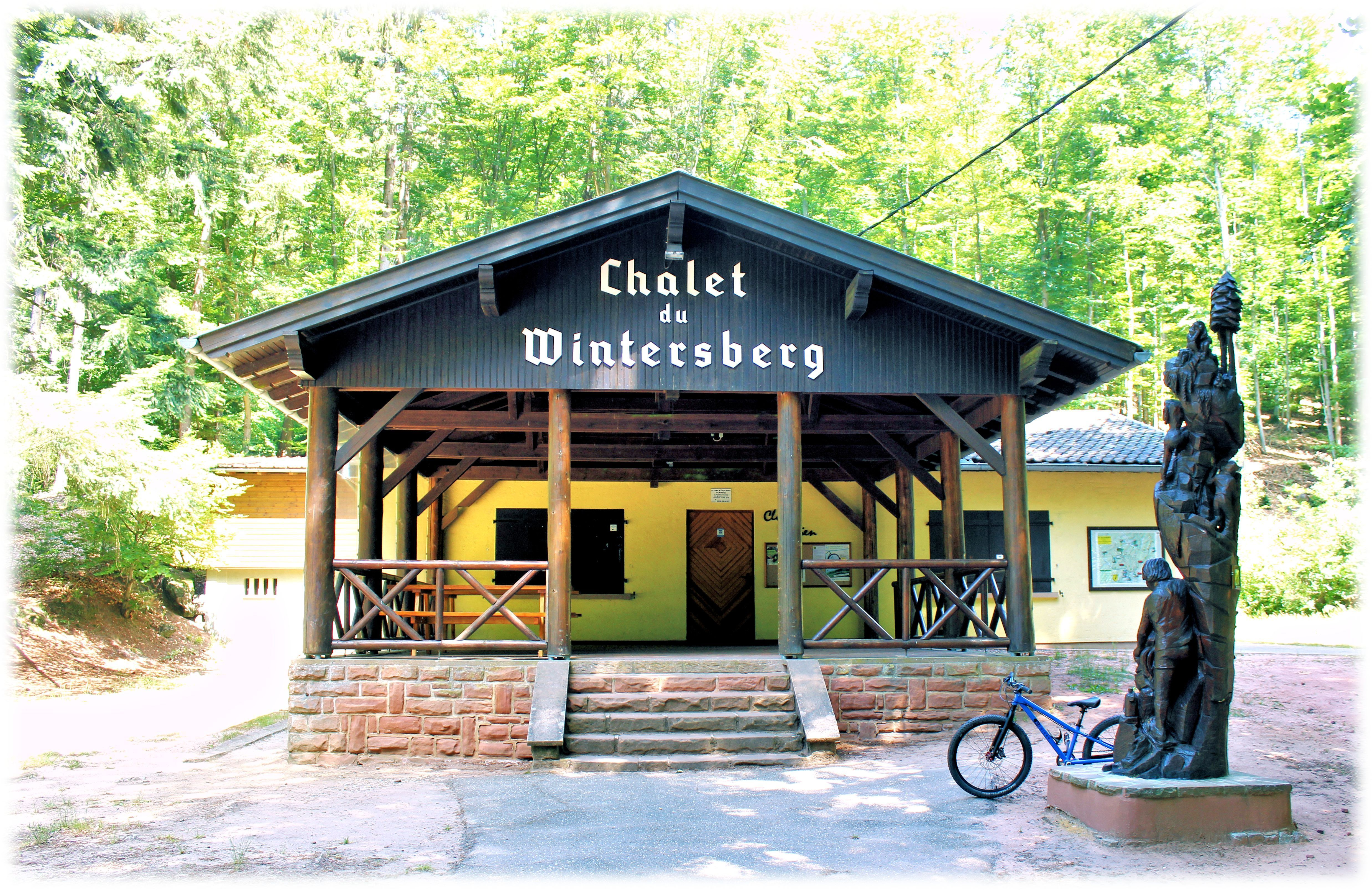
Chalet du Wintersberg
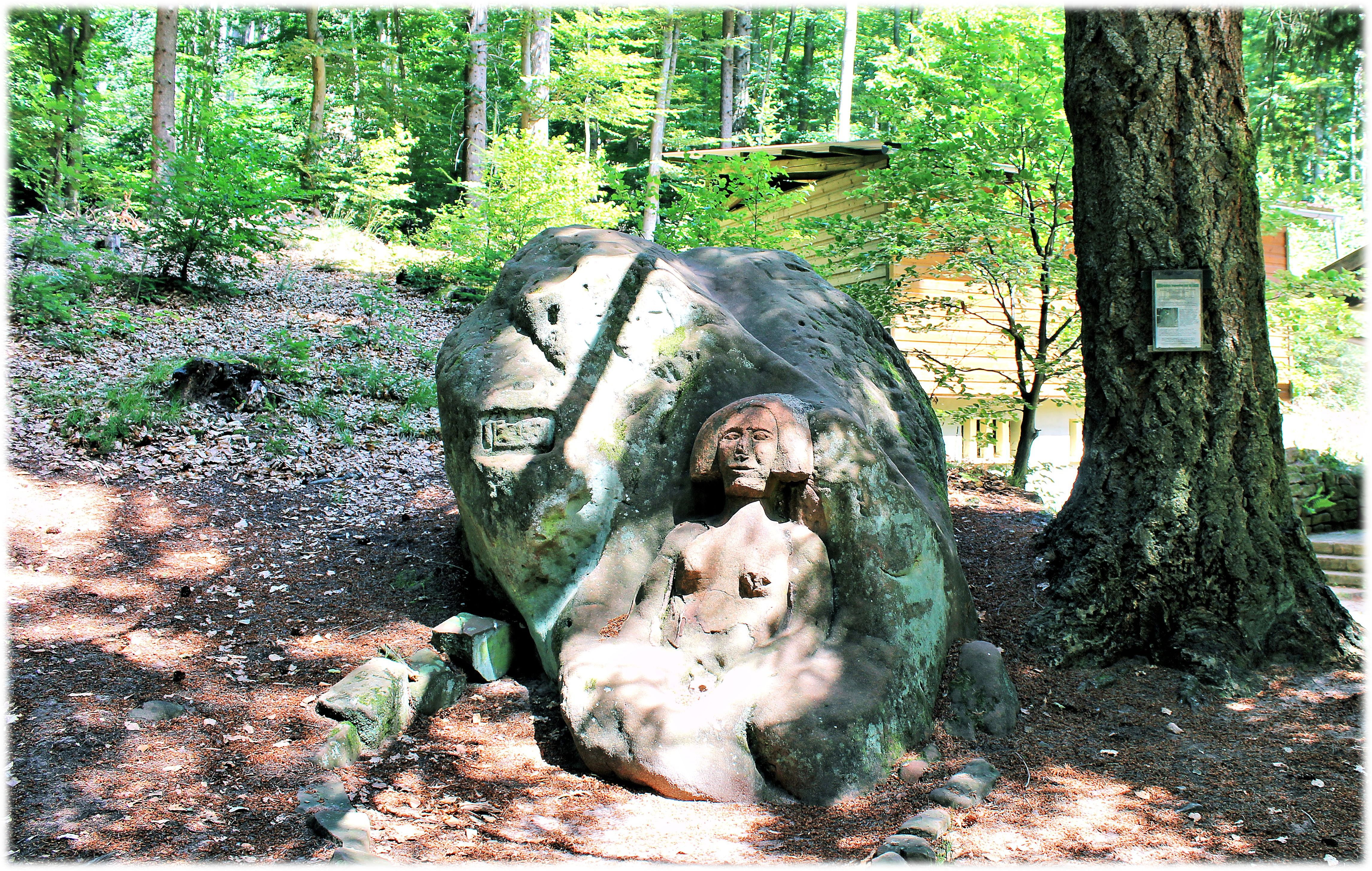
Sandsteinrelief Liese